# آلفردو مورنو
آلفردو مورنو (انگلیسی: Alfredo Moreno; ۱۲ ژانویهٔ ۱۹۸۰ – ۸ دسامبر ۲۰۲۱) بازیکن فوتبال اهل آرژانتین بود.
از باشگاه‌هایی که در آن بازی کرده‌است می‌توان به باشگاه فوتبال تیگرس اونال، باشگاه تیخوانا، باشگاه فوتبال شاندونگ تایشان، باشگاه فوتبال راسینگ کلوب آویاندا، باشگاه فوتبال بوکا جونیورز، باشگاه فوتبال اطلس، باشگاه فوتبال آمریکا، و باشگاه فوتبال لوکوموتیو مسکو اشاره کرد.